# Xã Hilliar, Quận Knox, Ohio
Xã Hilliar (tiếng Anh: Hilliar Township) là một xã thuộc quận Knox, tiểu bang Ohio, Hoa Kỳ. Năm 2010, dân số của xã này là 3.715 người.